# قليلات المخاطم
قليلات المخاطم (الاسم العلمي: Oligacanthorhynchidae)، هي رتبة تحتوي على فصيلة واحدة من الديدان الطفيلية، قليلات المخاطم، تلتصق بجدار الأمعاء للفقاريات الأرضية.